# 舊格拉德
舊格拉德，即老城區，是塞爾維亞首都貝爾格勒的十七個自治城市之一。舊格拉德位於貝爾格勒的市中心，是貝爾格勒歷史最古老的地區。行政區劃上的舊格拉德面積7平方公里，是貝爾格勒面積第二小的行政區。舊格拉德在2011年人口普查時有人口48,061人。1961年人口普查時，舊格拉德有人口96,517人。然而由於許多人白天在舊格拉德工作，因此這裡白天的人口是夜間的一倍。舊格拉德的人均生產毛額是塞爾維亞全國平均值的六至八倍。舊格拉德聚集有眾多政治機關及歷史建築，是貝爾格勒的主要觀光區。